# جان كابان
جان كابان (بالفرنسية: Jean Cabannes)‏ (و. 1885 م – 1959 م) هو فيزيائي من فرنسا . ولد في مارسيليا .
وكان عضواً في الأكاديمية الفرنسية للعلوم .

## التعليم
تعلم في مدرسة الأساتذة العليا، والتبريز ‏

## جوائز
حصل على جوائز منها:
- قائد وسام جوقة الشرف (1952)
- Three Physicists Prize [الإنجليزية]‏ (1951)
- Prix Félix-Robin [الإنجليزية]‏ (1924).